# El Batán (Las Palmas de Gran Canaria)
El Batán es un barrio mayormente residencial ubicado en Las Palmas de Gran Canaria, España. Este está ubicado en el distrito Vegueta, Cono Sur y Tafira. 

## Descripción general
El barrio de El Batán es mayormente residencial, con escasa actividad económica; característica general de muchos de los barrios del distrito. Servicios esenciales como centro de salud, un supermercado y diversas tiendas locales y comercios minoritarios. 
Se caracteriza por la escasez de calles grandes, en favor de calles estrechas de un solo carril. Además, infraestructuras de ocio para la población como parques infantiles o zonas verdes abundan en el barrio.
Aunque la dinámica general de los edificios en el Batán consiste en grandes edificios de 5 plantas pintados de muchos colores, la variedad entre edificios y casas terreras o unifamiliares es notable. Dichos edificios, como muchos otros de la zona radial de Las Palmas de Gran Canaria, tienen una cierta similitud con los edificios Brutalistas Soviéticos.
El Batán, como muchos barrios, cuenta con una comunidad de vecinos, la cual se subdivide en comunidades de calles, edificios y bloques. 

## Problemática general
El Batán es especialmente famoso entre los habitantes de Las Palmas por ser un barrio problemático. Aunque actualmente el problema se ha visto radicalmente reducido, El Batán era un centro de intercambio y trapicheo de sustancias tóxicas (Droga). También es remarcable la denotación conflictiva de una pequeña parte de los habitantes, causado frecuentes peleas callejeras o conflictos entre personas.